# AKSM-221
AKSM-221 to trolejbus produkowany na licencji MAZa przez firmę Biełkommunmasz (Белкоммунмаш) od roku 2003.